# Руський Шебдас
Руський Шебда́с (рос. Русский Шебдас, ерз. Русский Шебдас) — присілок у складі Рузаєвського району Мордовії, Росія. Входить до складу Красносельцівського сільського поселення.

## Населення
Населення — 70 осіб (2010; 73 у 2002).
Національний склад (станом на 2002 рік):
- росіяни — 97 %